# De begrafenis van de heilige Lucia
De begrafenis van de heilige Lucia (Italiaans: Il Seppellimento di Santa Lucia) is een schilderij van Caravaggio. Hij maakte het in 1608, aan het eind van zijn leven, voor de kerk Santa Lucia al Sepolcro in Syracuse. Het schilderij werd enige tijd tentoongesteld in de Santa Lucia alla Badia in het centrum van de stad maar hangt nu weer op zijn oorspronkelijke plaats.

## Geschiedenis
De heilige Lucia leefde rond het jaar 300 in Syracuse. Van haar leven bestaan veel beschrijvingen, waarvan die in de Legenda aurea wellicht de bekendste is. Omdat de oudste versie al uit de vijfde eeuw dateert en er in de catacomben van Syracuse een inscriptie uit de vierde eeuw is gevonden die verwijst naar haar graf, is de kans aanzienlijk dat Lucia een historisch personage is. Volgens de overlevering stierf zij de marteldood met een zwaardsteek in haar hals, omdat zij weigerde heidense goden te aanbidden. Boven haar graf zou de Santa Lucia al Sepolcro gebouwd zijn. Pas in de vijftiende eeuw kwam het verhaal in omloop dat Lucia's ogen uitgestoken waren. Sinds die tijd zijn twee ogen haar belangrijkste attributen.
Mede omdat haar relieken waren gestolen, was de heilige Lucia in Syracuse aan het eind van de middeleeuwen in de vergetelheid geraakt. Pas halverwege de zestiende eeuw werd haar verering nieuw leven ingeblazen. De senaat van Syracuse gaf in 1608 opdracht om de bouwvallige Santa Lucia al Sepolcro te herstellen. In hetzelfde jaar op 6 oktober kwam Caravaggio aan in de stad. Hij was ontsnapt uit een gevangenis op Malta en zocht toevlucht bij zijn vriend Mario Minniti, die vroeger in zijn atelier had gewerkt. Het was waarschijnlijk aan Minniti te danken dat hij de opdracht voor het altaarstuk in de wacht sleepte. Nadat hij het voltooid had, trok Caravaggio verder naar Messina.
Het is schilderij is sterk beschadigd door vocht. In de jaren 70 is daarom een uitgebreide restauratie uitgevoerd.

## Voorstelling
Op de voorgrond van het schilderij graven twee sterke mannen een graf voor Lucia's ontzielde lichaam dat op de grond ligt. Daarachter staat een groep treurende mensen met in hun midden een bisschop die de ziekenzalving heeft gegeven. De scène speelt zich waarschijnlijk af in de donkere catacomben onder de Santa Lucia al Sepolcro. Op de achtergrond is een arcosolium te zien dat lijkt op het graf van de heilige.  
In Lucia's hals is de steek van het zwaard duidelijk te herkennen. Volgens een lokale legende in Syracuse was de heilige echter onthoofd. Onderzoek met röntgenstralen heeft aangetoond dat Caravaggio aanvankelijk deze lezing geschilderd had en pas in een later stadium voor de gangbare en door de kerk goedgekeurde versie koos. De uitgestoken ogen zijn opvallend afwezig.
Het zijn de compositie, de verschillende groottes van de personen en vooral de belichting die het schilderij zijn dramatiek verlenen. Een fel licht schijnt vanuit rechts op de scène en laat daardoor enige gezichten en handen helder naar voren komen. Ook de bisschopsstaf en bisschopsmijter, die als enige boven de diagonale lijn van de alle gezichten uitsteken, worden benadrukt. De gespierde benen en armen van de doodgravers vormen een bijna volledige cirkel om Lucia. Tussen hun hoofden in staat een priester, wiens lange rode stola het enige kleuraccent van het hele schilderij is.
De bijna monochrome wand en grafnis in donkere, aardse kleuren worden nauwelijks belicht, hoewel ze ongeveer twee derde van het doek in beslag nemen. Ze vormen een stemmige achtergrond bij de dramatische begrafenis. Ook op zijn beroemde De onthoofding van Johannes de Doper, dat in hetzelfde jaar gemaakt is, koos de schilder ervoor om een groot deel van het werk leeg te laten.

## Afbeeldingen

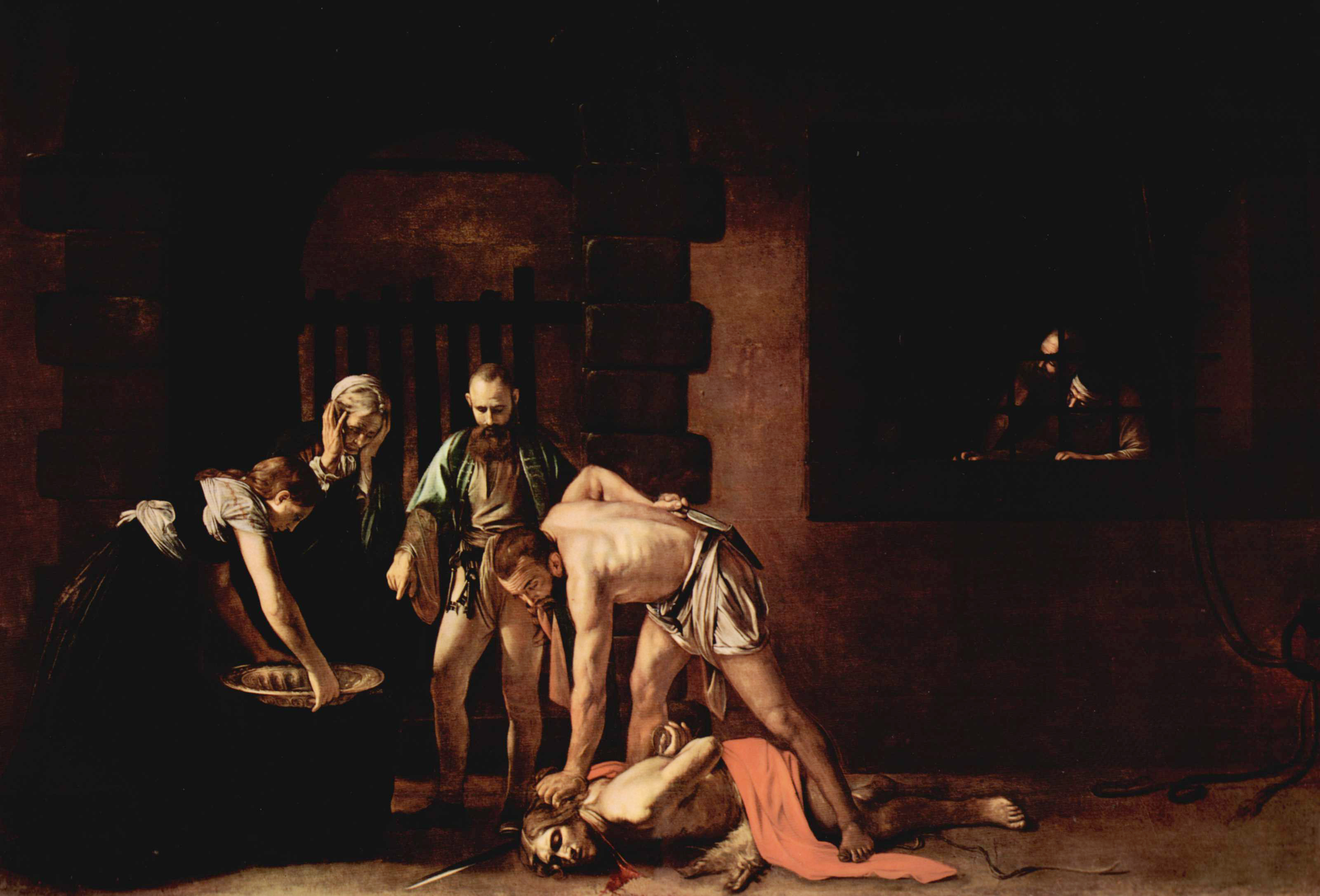
De onthoofding van Johannes de Doper (1608)
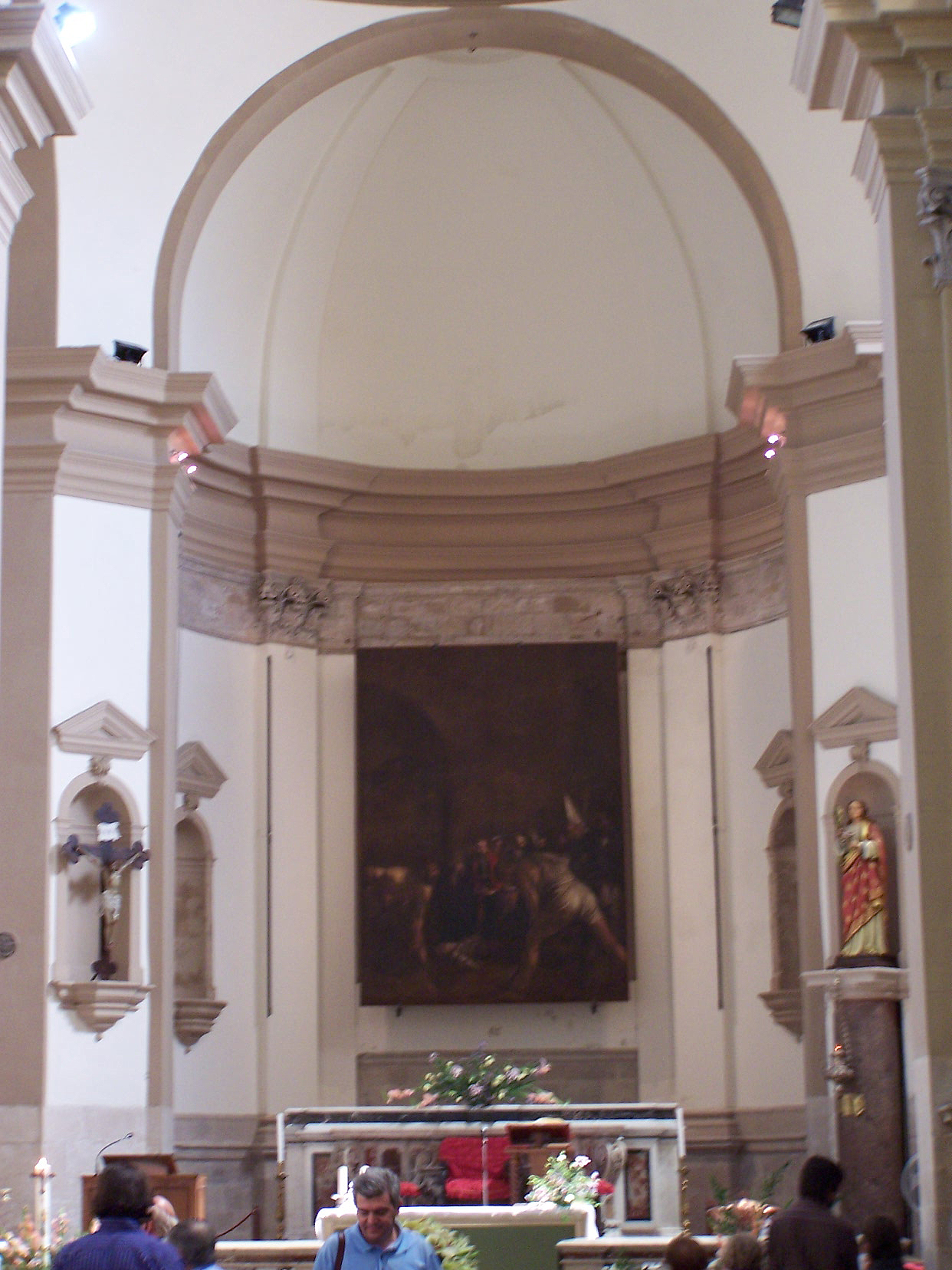
Het schilderij op zijn oorspronkelijke plaats in de Santa Lucia al Sepolcro
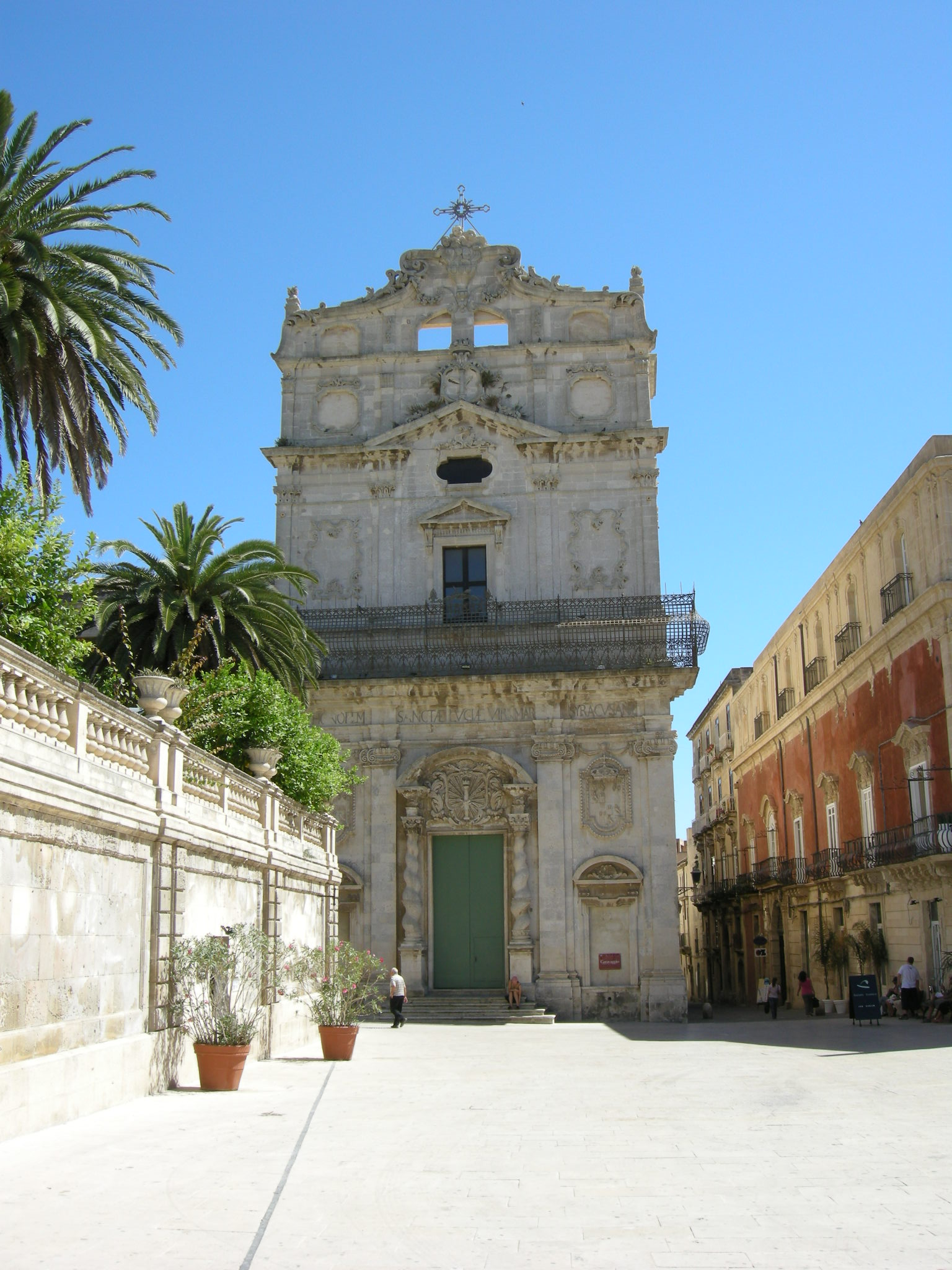
Santa Lucia alla Badia